# روبرت تي باير
روبرت تي باير (بالإنجليزية: Robert T. Beyer)‏ هو فيزيائي أمريكي، ولد في 27 يناير 1920، وتوفي في 20 أغسطس 2008.